# Un grande grande grande Tony Renis
Un grande grande grande Tony Renis è una compilation del cantante-compositore italiano Tony Renis, pubblicata dalla RCA (serie Linea Tre) e ristampata dalla Ariston (serie Oxford) nel 1980.

## Tracce

### Lato A
1. Quando quando quando[1] (Sanremo 1962) – 3:10 (testo: Alberto Testa – musica: Tonyrenis)
2. Un ragazzo che ti ama[2] (This Guy's in Love with You) – 4:05 (testo italiano: Testa-Boncompagni – testo originale: Hal David – musica: Burt Bacharach)
3. Non mi dire mai "goodbye"[2] (Un disco per l'estate 1967) – 3:23 (testo: Alberto Testa – musica: Tonyrenis)
4. Prima di domani[2] – 2:59 (testo: Testa-Despota – musica: Giuseppe Mazzucca)
5. Nessun'altra come te[2] – 2:27 (testo: Mogol-Testa-Minellono – musica: Tonyrenis)
6. Un uomo tra la folla[3][4] – 2:44 (testo: Mogol-Testa – musica: Tonyrenis)

Durata totale: 18:48

### Lato B
1. Quando dico che ti amo[2] (Sanremo 1967) – 2:54 (testo: Alberto Testa – musica: Tonyrenis)
2. Frin frin frin (Sigla della serie televisiva Le inchieste del commissario Maigret) – 2:53 (testo: Alberto Testa – musica: Tonyrenis)
3. Il garofano rosso[2] – 2:28 (testo: Franco Migliacci – musica: Enrico Simonetti)
4. Che notte sei[1] – 2:53 (testo: Testa-Despota – musica: Giuseppe Mazzucca)
5. Il posto mio (Sanremo 1968) – 3:27 (testo: Alberto Testa – musica: Tonyrenis)
6. Grande, grande, grande[3][5] – 3:59 (testo: Alberto Testa – musica: Tonyrenis)

Durata totale: 18:34